# Bi (jade)

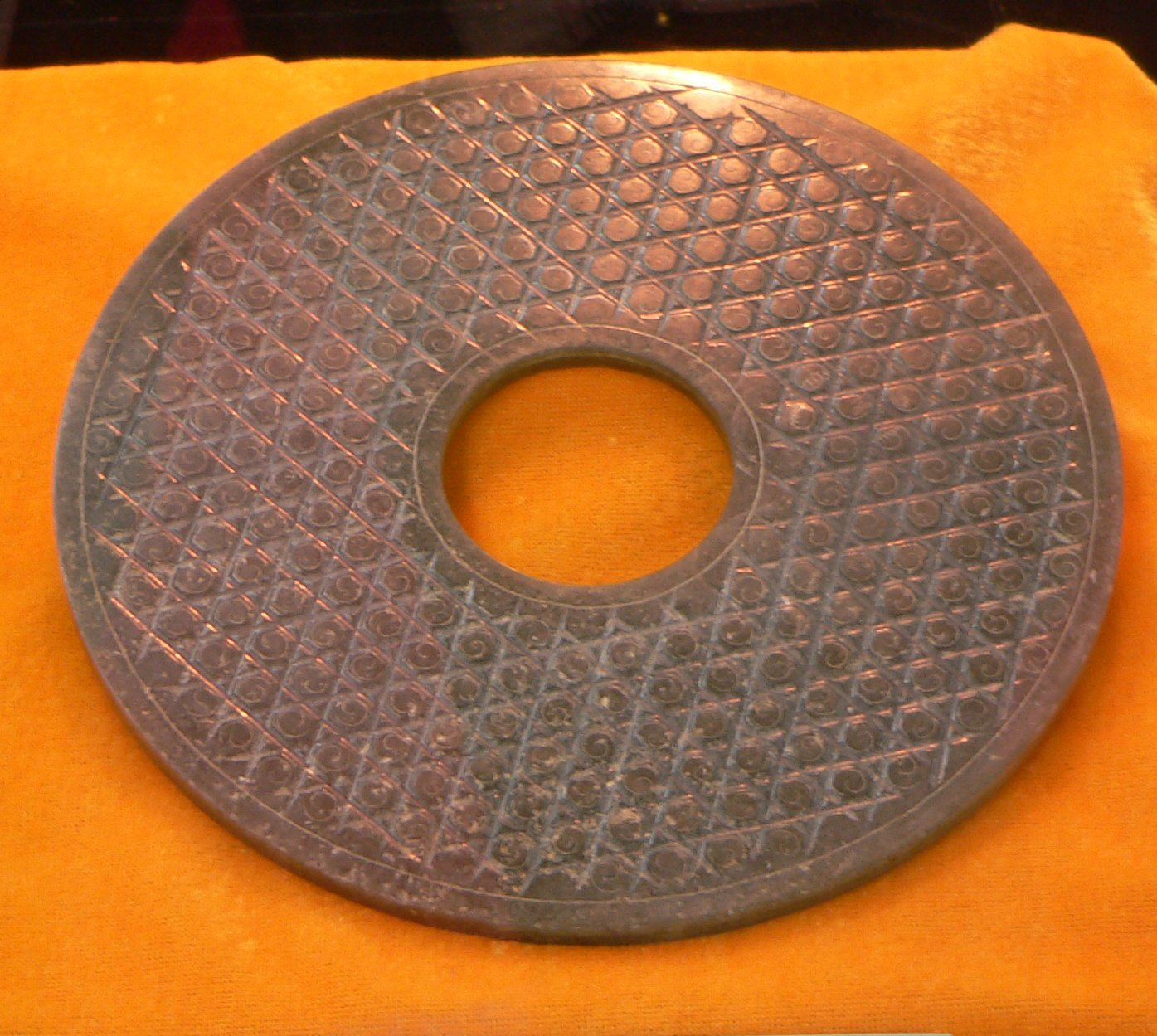
Un bi de la dinastia Han, 16 cm de diàmetre.

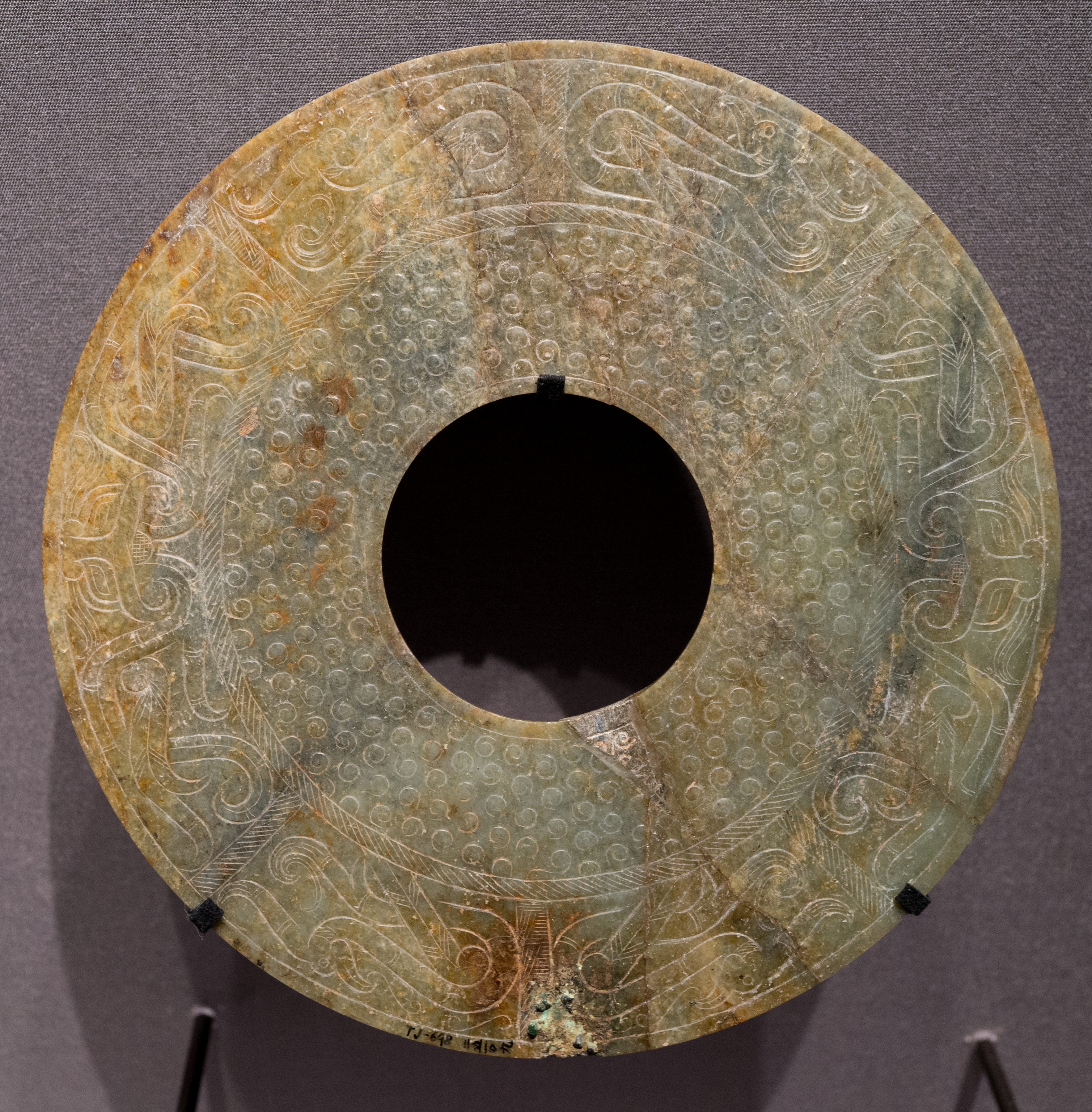
Bi de la dinastia Han, amb el disseny d'un drac

El Bi (en xinès: 璧; pinyin: bì) és un objecte de jade de l'antiga Xina. Els primers bi daten del Neolític, provinents de la cultura Liangzhu (3400-2250 aC). Alguns exemplars més moderns daten de les dinasties Shang, Zhou i Han.
El bi consisteix en un disc pla amb un forat circular al centre. Durant el Neolític no solien presentar ornamentacions, mentre que als períodes més tardans com ara la dinastia Zhou, sí que en presenten.
La funció original i el significat dels bi són desconeguts, ja que les cultures neolítiques no presenten història escrita. Molts cops aquests objectes es troben prop de l'estómac o el pit dels difunts en tombes neolítiques. Tradicions posteriors associen el bi amb el cel i el cong amb la Terra